# Phytobia vilkamaai
Phytobia vilkamaai är en tvåvingeart som beskrevs av Zlobin 2002. Phytobia vilkamaai ingår i släktet Phytobia och familjen minerarflugor.
Artens utbredningsområde är Myanmar. Inga underarter finns listade i Catalogue of Life.